# Ali Mema
Ali Mame (Tirana, 1943. február 1. – Tirana, 2019. március 26.) válogatott albán labdarúgó, középpályás, edző.

## Pályafutása

### Klubcsapatban
1958-ban a 17 Nëntori korosztályos csapatában kezdte a labdarúgást, ahol 1960-ban mutatkozott be az első együttesben. 1966 és 1968 között a Vllaznia labdarúgója volt. 1968 és 1972 között ismét a 17 Nëntori játékosa volt, de az 1970–71-es idényben a Partizani csapatában szerepelt. A 17 Nëntorival négy, a Partizanival egy bajnoki címet nyert.

### A válogatottban
1960 és 1967 között 14 alkalommal szerepelt az albán válogatottban. 

### Edzőként
1972 és 1987 között a 17 Nëntori segédedző volt. 1998–99-ben a KF Tirana vezetőedzőjeként tevékenykedett.

## Sikerei, díjai
17 Nëntori
- Albán bajnokság
  - bajnok (4): 1964–65, 1965–66, 1968, 1969–70
- Albán kupa
  - győztes: 1963

 Partizani
- Albán bajnokság
  - bajnok: 1970–71